# Andrea De Marchi
Andrea De Marchi (Montebelluna, 19 novembre 1988) è un rugbista a 15 italiano, pilone della squadra di Eccellenza dei I Medicei.

## Biografia
Andrea De Marchi, nativo del trevigiano, è cresciuto nel Benetton; nel 2007 ha esordito nel campionato Pro D2 francese con la maglia del Mont-de-Marsan in un torneo che si è risolto con la promozione nel Top 14; dal 2008 di nuovo in Italia, ha esordito nel Super 10 con la maglia del Rovigo
Nel settembre 2009 il C.T. della Nazionale italiana Nick Mallett ha inserito De Marchi tra i convocati al raduno di preparazione dei test match autunnali che vedono l'Italia contrapposta a Nuova Zelanda, Sudafrica e Samoa.
Per la stagione 2010-11 fu ingaggiato dagli Aironi, franchise italiana in Celtic League; allo scioglimento della squadra nel 2012 e il subentro nella rinnovata Pro12 delle Zebre, De Marchi è passato in quest'ultima squadra dalla stagione 2012-13.